# Самад-хан Мумтаз ус-Салтане
Самад-хан Мумтаз ус-Салтане(перс. صمد خان ممتازالسلطنه‎; род. 1 апреля, 1869 — 25 марта 1954) — премьер-министр (визирь) Ирана при Мозафереддин-шах Каджаре,  государственный деятель.

## Биография
Самад-хан родился в 1869 году в городе Багдад в семье Али Акбер-хана Афшара. Его отец занимал высокие правительственные посты при Каджарах, включая пост посла в Стамбуле.
Указом шаха Самад-хан Мумтаз ус-Салтане в 1905 году был назначен главой правительства.
Самад-хан Мумтаз ус-Салтане умер в 1954 году в Париже.